# Cássio Soares
Cássio Antônio Ferreira Soares (Passos, 7 de junho de 1981) é economista e político brasileiro, filiado ao Partido Social Democrático (PSD). Foi secretário de Estado de Desenvolvimento Social de Minas Gerais (2012-2014) e subsecretário de logística da Secretaria de Estado de Defesa Social de Minas Gerais (2007-2010). Atualmente, está no quarto mandato como deputado estadual por Minas Gerais. É bacharel em economia formado pelo Centro Universitário Unifacef.
Em 2023, Cassio Soares assumiu o posto de líder do Bloco Minas em Frente, na Assembleia Legislativa de Minas Gerais. O Bloco é o maior do Parlamento Mineiro, composto por 33 deputados estaduais e nove partidos políticos, da base do governador Romeu Zema.
É também o atual presidente estadual do Partido Social Democrático de Minas Gerais.

## Biografia
Entre 2007 e 2010, atuou como subsecretário de Estado da Defesa Social, na área de Inovação e Logística, e como chefe de gabinete da mesma secretaria. Antes disso, na área política, foi assessor parlamentar na Câmara Municipal de Passos e presidente do PFL Jovem. É formado em Economia pelo Centro Universitário Unifacef, de Franca (SP), e concluiu também o Programa de Desenvolvimento de Gestores Públicos da Fundação Dom Cabral (2008).

## Trajetória Política
Eleito pela primeira vez em 2010, com 36.067 votos, licenciou-se do mandato na ALMG para ocupar o cargo de Secretário de Estado de Desenvolvimento Social, em, 2011. No primeiro semestre de 2014, retornou à Assembleia para concorrer novamente ao cargo de deputado estadual, sendo reeleito naquele ano com 90.609 votos, obtendo a 12ª colocação em número de votos no Estado. Em 2018, disputou novamente ao cargo de deputado estadual, obtendo 113.003 votos, o sexto mais votado em Minas Gerais.
Indo para o quarto mandato como deputado estadual, Cássio Soares (PSD) foi o terceiro mais votado no Estado em 2022,  e o mais votado no Sul de Minas. Naquela eleição, foi um dos campeões de votos em Minas Gerais, com 132.382 votos.

## Atuação Parlamentar
Nessa 19ª Legislatura da Assembleia Legislativa de Minas Gerais, é líder do Bloco Liberdade e Progresso, com postura independente no Parlamento, composto por 20 deputados. É também vice-presidente da Comissão de Participação Popular e membro efetivo da CPI composta para apurar o rompimento da barragem de Brumadinho.
Na 18ª Legislatura (2011-2018), foi líder do PSD na Assembleia, presidente da Comissão de Meio Ambiente e Desenvolvimento Sustentável, vice-presidente da Comissão de Fiscalização Financeira e Orçamentária e vice-presidente da Comissão Extraordinária de Acerto de Contas entre Minas e a União.